# ビュザンティオン

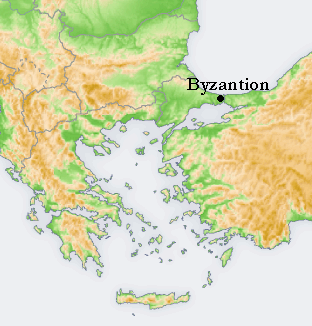
ビュザンティオンの位置

ビュザンティオン（古代ギリシャ語: Βυζάντιον、ラテン文字転写: Byzántion）は、ヨーロッパの南東、バルカン半島のトラキアの東端に位置する小さな半島（現在のトルコ領イスタンブールの旧市街地区）の先端部分にあった、古代ギリシア人の建設による都市である。アジア側の対岸にはカルケドンがある。
表記は、ビュザンティオンのほか、ビザンティオン、ビザンティウム、ビザンチウム、とされることもある。
ビュザンティオン、ビザンティオンはギリシア語表記に、ビザンティウム（Byzantium）はラテン語表記に由来している。

## 歴史
紀元前667年頃にメガラからの植民者たちによって建設され、彼らの王ビュザンタスにちなんでビュザンティオンと名づけられたとされている。しかし、それ以前に原住民であるトラキア人の都市があったという説もあり、建設については伝説の域を出るものではない。ギリシャ神話では、デルポイの予言に従いビュザスが建設したと伝えられる。
その後、紀元前5世紀始めのペルシア戦争までアケメネス朝ペルシアに服属していたが、紀元前478年にギリシア連合軍によって攻略された（ビュザンティオン包囲戦）。その後はアテナイの属国となったが、他の諸都市と共に紀元前357年に反乱（同盟市戦争）を起こし、これに勝利して自治を回復した。紀元前4世紀半ばからマケドニア王ピリッポス2世がトラキア一帯に勢力を伸ばすと、紀元前340年にビュザンティオンは彼による包囲を受けたが、ペルシアとアテナイによる援軍を受け、これを撃退した。
196年のローマ皇帝セプティミウス・セウェルスの時代に、対立皇帝を最後まで支持し続けた懲罰として街は破壊されたが、すぐに再建された。後にコンスタンティノポリスの重要な建築物となる競馬場（ヒッポドローム）もこの時に建設されたものがもととなった。

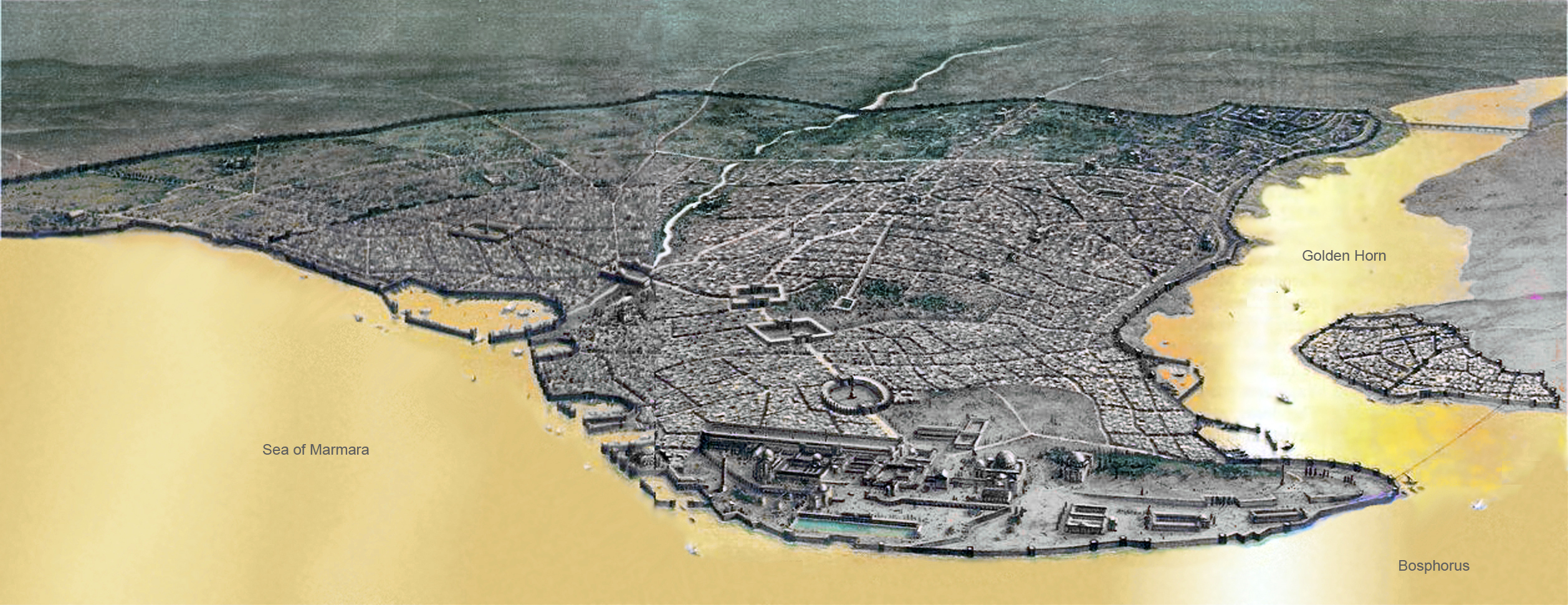
コンスタンティノポリスの俯瞰図

4世紀にはローマ皇帝コンスタンティヌス1世が、ビュザンティオンが東西南北の交通路の要衝に位置し、天然の良港金角湾を持つことに着目し、大都市の建設に着手した。落成式は工事の完了を待たず、330年5月11日に執り行われた。コンスタンティヌスはビュザンティオンをノウァ・ローマ（Nova Roma、「新しいローマ」の意）と改称したが普及せず、コンスタンティノポリス（「コンスタンティヌスの都市」の意）として知られるようになった。この出来事がしばしば「コンスタンティノポリスへの遷都」と表現されることがあるが、歴史学的には、コンスタンティヌス1世がローマからコンスタンティノポリスへ遷都したとする物語は、後世に創作された伝説に過ぎないと考えられている。
この街を実質的な首都とした東ローマ帝国は、後世その旧称を取って、「ビザンティン帝国」、「ビザンツ帝国」などと呼ばれることになる。以後、帝国滅亡までその首都として繁栄し、中世ヨーロッパ有数の大都市として政治・経済・文化・宗教上重要な位置をしめ、「八つの名を持つ都市」として知られた。
1453年にオスマン帝国がコンスタンティノポリスを陥落させて以降帝国の首都とし、再びこの都市は東地中海地域を覆う大帝国の首都として栄えることとなった。オスマン帝国時代には次第に「イスタンブール」という都市名称が普及し、現在にいたっている。ビュザンティオンおよびコンスタンティノポリスの後身であるイスタンブールは続々と郊外へと市街地を拡大させ、オスマン帝国の滅亡後もトルコ最大の都市として繁栄を続け、現在では全域で2,000万人近い人口を抱える巨大都市へと発展をとげている。

## 註
1. ↑  デモステネス, 「ロドス人解放のために」, 3
2. ↑  ディオドロス, XVI. 22
3. ↑  尚樹1999、p27
4. ↑  根津2008、p.7
5. ↑  南川2015、pp.15-16
6. ↑  井上1990、pp.62-73